# Lygeum
Lygeum is een geslacht uit de grassenfamilie (Poaceae). Het geslacht telt een soort die voorkomt in droge gebieden in het Middellandse Zeegebied. 

## Soorten
- Lygeum spartum L.